# Свесский лесхоз
Свесский лесхоз — предприятие лесной промышленности в посёлке городского типа Свесса Ямпольского района Сумской области, осуществлявшее заготовку, вывоз, сортировку и отгрузку древесины.

## История
Ямпольский лесхоз в северной части Ямпольского района Черниговской области был создан в 1936 году, после образования в январе 1939 года Сумской области - оказался в составе Сумской области.
В ходе Великой Отечественной войны с 1941 до сентября 1943 года район был оккупирован немецкими войсками. В период оккупации в лесном массиве действовали советские партизаны.
В 1966 году предприятие было переименовано в Свесский лесхоз.
В целом, в советское время лесхоз входил в число крупнейших предприятий и организаций Свессы.
После провозглашения независимости Украины лесхоз перешёл в ведение министерства лесного хозяйства Украины.
В марте 1995 года Верховная Рада Украины внесла лесхоз в перечень предприятий и организаций, приватизация которых запрещена в связи с их общегосударственным значением.

## Современное состояние
Территория лесхоза составляет 24 127 гектаров (из которых 21,7 тыс. га заняты лесами). В состав лесхоза входят пять лесничеств, две площадки отгрузки древесины, цех переработки древесины, а также автотранспортный цех. 